# Бояды (Ленинское сельское поселение)
Бояды — деревня в Починковском районе Смоленской области России. Входит в состав Ленинского сельского поселения. Население — 27 жителей (2007 год). 
Расположена в центральной части области в 1 км к северу от Починка, в 3 км севернее автодороги Р96 Новоалександровский(А101) - Спас-Деменск — Ельня — Починок, на берегу реки Алексеевка. В 3 км южнее деревни расположена железнодорожная станция Починок на линии Смоленск — Рославль. 

## История
В годы Великой Отечественной войны деревня была оккупирована гитлеровскими войсками в июле 1941 года, освобождена в сентябре 1943 года.